# Лора Шехтер
Лора Сузане Шехтер (на английски: Laura Suzanne Schechter) е американска писателка на бестселъри в жанра любовен роман, паранормален романс и фентъзи. Пише под псевдонима Лорън Оливър (на английски: Lauren Oliver).

## Биография и творчество
Лора Шехтер е родена на 8 ноември 1982 г. в Куинс, Уестчестър Каунти, Ню Йорк, САЩ. Дъщеря е на писателя на трилъри Харолд Шехтер. Още от малка е запален читател и е подтиквана от баща си да използва въображението си.
Учи в Чикагския университет и завършва през 2004 г. с бакалавърска степен по литература и философия. След дипломирането си в колежа се връща в Ню Йорк и работи като редакционен асистент, а после като помощник редактор в поделението „Razorbill“ на издателската къща „Penguin Books“ в Ню Йорк. През през 2008 г. получава магистърска степен по творческо писане от Нюйоркския университет.
Докато работи започва да пише романи. Първият ѝ любовен роман „Моят Свети Валентин“ е публикуван през 2010 г. Той се превръща в бестселър, след което тя напуска работата си и се посвещава на писателската си кариера.
През 2011 г. излиза първият ѝ паранормален любовен роман „Делириум“ от поредицата „Делириум“. Той става международен бестселър и е преведен на над 30 езика по света. През 2014 г. е екранизиран в едноименния телевизионен филм с участието на Ема Робъртс.
С Лекса Хилър тя е съосновател на бутиковата фирма за литературно развитие „Paper Lantern Lit“.
Лора Шехтер живее в Бруклин, Ню Йорк.

## Произведения

### Самостоятелни романи
- Before I Fall (2010)
Моят Свети Валентин, изд.: ИК „Ентусиаст“, София (2010), прев. Маргарита Терзиева
- Panic (2014)
Паника, изд.: ИК „Ентусиаст“, София (2016), прев. Мариана Христова
- Rooms (2014)
- Vanishing Girls (2015)
- Broken Things (2018)

### Серия „Делириум“ (Delirium)
по реда на историята на сюжета
- Annabel (2012) – новела

1. Delirium (2011) – награда „'Букстехуде Бюл“ за младежка литература
Делириум, изд.: ИК „Ентусиаст“, София (2012), прев. Маргарита Терзиева
- Hana (2011) – новела

2. Pandemonium (2012)
Пандемониум, изд.: ИК „Ентусиаст“, София (2013), прев. Маргарита Терзиева
- Raven (2013) – новела

3. Requiem (2012)
Реквием, изд.: ИК „Ентусиаст“, София (2014), прев. Маргарита Терзиева
- Alex (2014) – новела
- Delirium Stories (2013) – сборник разкази

### Детско-юношеска литература
- Liesl and Po (2011)
- The Spindlers (2012)

#### Серия „Къщата на познанието“ (The Curiosity House)
1. The Shrunken Head (2015) – с Х. Дж. Честър
2. The Screaming Statue (2016)
3. The Fearsome Firebird (2017)

#### Серия „Реплика“ (Replica)
1. Replica (2016)
2. Ringer (2017)

### Екранизации
- 2014 Delirium – ТВ филм
- Panic – в разработка